# Julius Caesar (pjäs)

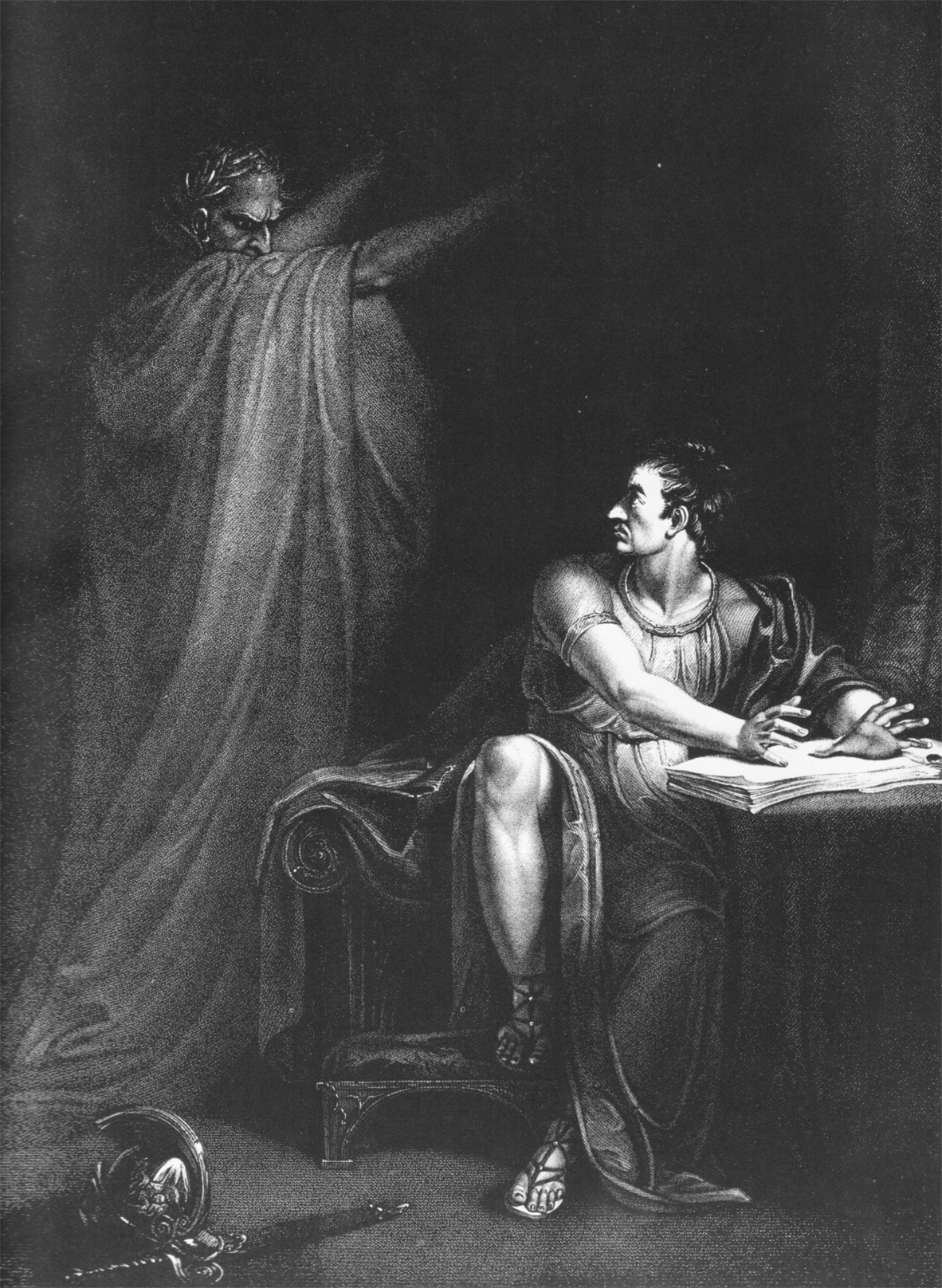
Caesars spöke framträder för att varna Brutus för hans öde. Från en målning av Richard Westall.

Julius Caesar (originaltitel Julius Caesar) är en tragedi av William Shakespeare. Pjäsen handlar om sammansvärjningen och mordet på den romerske ledaren och statsmannen Julius Caesar. Tillsammans med Antonius och Cleopatra, Coriolanus och Titus Andronicus brukar den räknas till Shakespeares romarpjäser.

## Tillkomsthistoria

### Datering
Julius Caesar nämns inte i Francis Meres Palladis Tamia, en lista över tolv Shakespearepjäser publicerad 1598. Man vet att pjäsen spelades den 21 september 1599. Pjäsen anspelar på två verk som publicerades 1599: Samuel Daniels Musophilus och John Davies Nosce teipsum. I sin tur finns det anspelningar på Julius Caesar i Ben Jonsons komedi Every Man in His Humour som publicerades 1601. I ordval finns det likheter med Hamlet, antagligen mellan sent 1599 och tidigt 1601. Versbehandlingen har mest likheter med Henrik V, med säkerhet från 1599, och Som ni behagar, förmodligen från 1599 eller 1600. Man tror därför att Julius Caesar tillkommit mellan Henrik V och Som ni behagar 1599.

### Pjäsens källor
Det kan med säkerhet fastställas att Shakespeares främsta källa var Plutarchos Jämförande levnadsteckningar (Bíoi parálleloi) som kom i engelsk översättning av Thomas North 1579, The Lives of the Noble Grecians and Romans. Shakespeares text är ofta likalydande med Thomas Norths. Översättningen följs både i huvuddrag och i många detaljer och även vissa formuleringar. Men Shakespeare koncentrerade och förtätade. Händelser som i källan tilldrar sig med fyra månaders mellanrum utspelas i pjäsen på en och samma dag. Brutus och Antonius liktal över Caesar är bara summariskt återgivna hos Plutarchos.
Den berömda repliken "Et tu, Brute?" finns inte hos Plutarchos. I Suetonius biografi över Caesar De vita Caesarum från 100-talet säger han istället "Också du, mitt barn?", fast på grekiska. Däremot förekom en variant av repliken redan 1595 i oktavioupplagan av Shakespeares Henrik VI del 3 (oktavioupplagan motsvarade en så kallad "bad quarto", alltså en piratupplaga). I Christopher Marlowes pjäs The Massacre at Paris, som bara finns bevarad i ännu en icke-auktoriserad oktavioupplaga från 1593, finns en anspelning på repliken.
Flera detaljer tyder på att Shakespeare hade kännedom om den grekiske historikern Appianos verk Romaika från före år 165. Verket fanns i engelsk översättning från 1578, Auncient Historie and exquisite Chronicle of the Romanes Warres, both Civile and Foren. Bland annat är det Appianos som beskriver Caesars epilepsianfall.
Beskrivningarna av inbördeskrigets fasor företer likheter med Thomas Kyds översättning av Robert Garniers tragedi Cornelia från 1594. Strukturen pekar mot den anonyma pjäsen Caesar's Revenge som liksom Shakespeares pjäs är en sammanflätning av tre tragedier: tragedin om Caesars hybris, en hämndtragedi och Brutus tragedi.

### Tryckningar och text
Den första tryckningen av Julius Caesar skedde i First Folio från 1623 som sammanställdes av Shakespeares skådespelarkollegor John Heminges och Henry Condell och publicerades av Edward Blount och Isaac Jaggard. Texten tros vara grundad på en sufflörs exemplar.
Det finns tecken som tyder på att pjäsen bearbetats. Andra scenen i akt två och första scenen i akt tre verkar konstruerade så att en skådespelare kan dubblera rollerna Cassius och Ligarius. Caesars replik i den senare scenen, "Vet, Caesar är ej den som orätt gör", verkar sakna ett tillägg på fyra ord, "but with just cause", som återfinns i Ben Jonsons båda pjäser The Staple of News 1625 och Discoveries omkring 1630.

## Handling
Pjäsen börjar med att Julius Caesar återvänder till Rom i triumf efter ett vunnet slag och hyllas av folket. En siare varnar Caesar men blir ignorerad. Cassius övertalar Brutus att delta i en konspiration mot Caesar för att förhindra att Caesar överger republiken och utnämner sig till kejsare. Brutus liknar Caesar vid ett huggormsägg som är ofarligt tills det kläcks.
När Caesar anländer till senaten mördas han av Brutus; det är då Caesar fäller den berömda repliken "Et tu, Brute?" ("Även du, min Brutus?"). Folket hyllar till en början Brutus handling, men svänger när Marcus Antonius håller ett liktal över Caesar och prisar hans dygder. Marcus Antonius visar upp Julius Caesars blödande kropp och läser hans testamente där han lovar alla romare 75 drachmer. Marcus Antonius säger sig vilja lugna massorna men gör dem istället än mer rasande och de vill driva konspiratörerna från Rom. De misstar den oskyldige poeten Cinna för konspiratören Lucius Cinna och mördar honom.
Brutus och Cassius tvingas fly från Rom. Under en strid som de inser att de kommer att förlora, begår båda självmord med hjälp av sina tjänare. Pjäsen slutar med en antydan om en framväxande konflikt mellan Antonius och Octavianus, Caesars skyddsling, vilket leder vidare till handlingen i Antonius och Cleopatra.

## Översättningar till svenska
Julius Caesar finns i sju tryckta översättningar till svenska och en som gjorts direkt för teatern. Den första översättningen utfördes av publicisten Georg Scheutz och kom ut 1831. 1839 följde en fri översättning av teaterchefen Pehr Westerstrand. Carl August Hagbergs översättning från 1851 ingick i Shakspere's dramatiska arbeten. Bd 12. Per Hallströms översättning från 1925 ingick i serien Världslitteraturen: de stora mästerverken. Året därpå trycktes pjäsen om i Shakespeares dramatiska arbeten. Sorgespel, Bd 2. Allan Bergstrands översättning spelades första gången av Helsingborgs stadsteater men gavs inte ut förrän 1984. Därpå följde Björn Collinders översättning 1960, Åke Ohlmarks 1969 i samlingsvolymen Tragedier. 1985 gjorde Thomas Warburton en nyöversättning för Staffan Roos uppsättning på Dramaten.

## Uppsättningar
Julius Caesar var en av de första pjäserna som sattes upp på den klassiska Globe Theatre. Schweizaren Tomas Platter skrev i sin dagbok 21 september 1599 att han sett en pjäs på "teatern med halmtaket på andra sidan floden" "om den förste kejsaren Julius Caesar". Pjäsen tros ha funnits kvar på repertoaren ända till 1642 då teatrarna stängdes. Dokumenterade föreställningar vid hovet ägde rum 1612-13, 1637 och 1638. efter restaurationen återkom pjäsen på repertoaren 1671. Från 1648 spelades Brutus av Thomas Betterton.
David Garrick hade misslyckats med Antonius och Cleopatra och Julius Caesar spelades inte på Drury Lane Theatre under hans chefskap mellan 1747 och 1776.
1803 spelades pjäsen i August Wilhelm Schlegels tyska översättning från 1785 på Deutsches Nationaltheater i Weimar i regi av Johann Wolfgang von Goethe.
1812 spelades Brutus av John Philip Kemble. Senare spelades rollen av William Macready som tidigare spelat Cassius. För att bekosta en staty av Shakespeare i Central Park i New York spelades recettföreställningar 1864. Edwin Booth spelade Brutus, Junius Booth var Cassius och John Wilkes Booth spelades Antonius. Det var den senare som mördade president Abraham Lincoln ett år senare.
När Meiningarna från Thüringen spelade pjäsen, bland annat på turné i London 1881, så hade man med sig av över 80 egna statister och anställde dessutom mängder lokalt.
Under 1800-talet förlorade pjäsen i popularitet i Storbritannien, men den återupptäcktes av Herbert Beerbohm Tree som gjorde succé 1898, med honom själv som Antonius. Pjäsen spelades årligen på Old Vic i London mellan 1914 och 1923 och återigen 1932.
Bertolt Brecht har skrivit att en nyckel till att iscensätta pjäsen inte är att framställa Julius Caesar som en stor auktoritet, utan det är istället motspelarna som skall behandla Caesar som en auktoritet. Pjäsen har flera gånger satts upp som en kritik mot fascismen. Den förste att klä dramat i uniformer från fascismens Italien och nazismens Tyskland var Orson Welles i en omatalad uppsättning på Mercury Theatre i New York 1938. En annan berömd uppsättning är Michael Langhams och Anthony Quayles på Royal Shakespeare Company i Stratford-upon-Avon 1950 med John Gielgud som Julius Caesar. 1996 satte Peter Hall upp Julius Caesar med Royal Shakespeare Company utan paus.

### Uppsättningar i Sverige
Den svenska premiären ägde rum 7 maj 1881 på Nya Teatern i Stockholm. Rollen som Brutus spelades av August Lindberg. Uppsättningen fick ljummen kritik och lades ner efter sex föreställningar. Om Lindberg skrev en kritiker att han "saknar klar belysning av motsättningarna" hos karaktären. 1884 gästspelade Meiningarna med sin berömda uppsättning på Svenska teatern. Det var första gången publiken fick se hällregn på scenen.

#### Uppsättningar i Sverige sedan år 1900
- 1912 Svenska Teatern, regi Gunnar Klintberg, med Nils Personne & Harriet Bosse
- 1926 Radioteatern (scener)
- 1927 Radioteatern, regi Per Lindberg
- 1928 Oscarsteatern, regi Rune Carlsten
- 1938 Dramaten, regi Olof Molander, med Anders de Wahl , Lars Hanson & Gunnar Olsson
- 1944 Helsingborgs stadsteater, översättning Allan Bergstrand, regi Rudolf Wendbladh
- 1961 Radioteatern
- 1969 Malmö stadsteater, översättning Allan Bergstrand, regi Eva Sköld, med Halvar Björk & Folke Sundquist
- 1985 Dramaten, översättning Thomas Warburton, regi Staffan Roos, med Per Myrberg och Börje Ahlstedt
- 2013 Julius Caesar Den Romerska Våren, Shakespeare på Gräsgården, Vadstena, regi Monica Almqvist Lovén
- 2023 Julius Cæsar, Uppsala Stadsteater, Uppsala, regi Jonas Österberg Nilsson

## Filmatiseringar
- 1914 Cajus Julius Caesar, regi Enrico Guazzoni
- 1938 regi Dallas Bower
- 1949 regi Garry Simpson (TV)
- 1949 regi Paul Nickell (TV)
- 1950 regi David Bradley, med Charlton Heston
- 1951 regi Leonard Brett (TV)
- 1953 regi Joseph L. Mankiewicz, med Marlon Brando (TV)
- 1955 regi Daniel Petrie (TV)
- 1959 regi Stuart Burge (TV)
- 1960 regi Paul Almond (TV)
- 1964 regi Michael Croft & John Vernon (TV)
- 1969 regi Alan Bridges (TV)
- 1969 Das Trauerspiel von Julius Caesar, regi Michael Kehlmann (TV)
- 1970 regi Stuart Burge, med Charlton Heston & John Gielgud
- 1979 regi Michael Langham, med Morgan Freeman (video)
- 1979 regi Herbert Wise (TV)
- 1994 regi Yuri Kulakov (TV)
- 2003 regi Uli Edel (TV)
- 2009 regi Blake Smith (video)
- 2011 regi Adam Lee Hamilto & John Montegrande
- 2012 regi Gregory Doran (TV)